# День молодёжи (Иран)

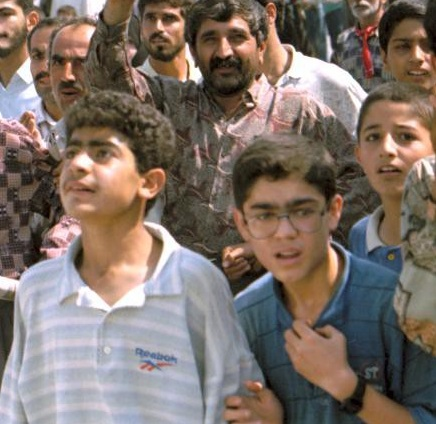
Молодые люди слушают выступление Лидера страны

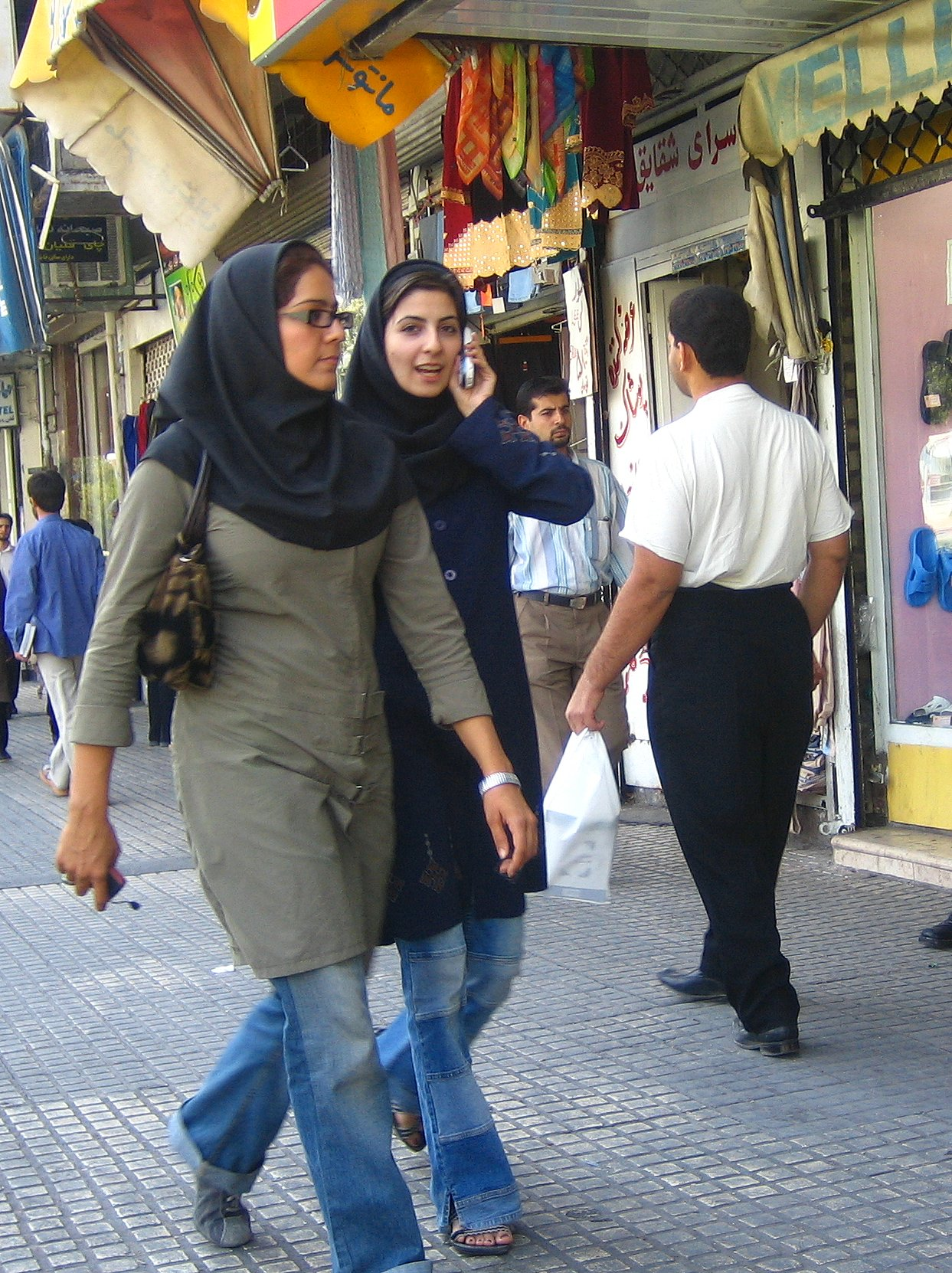
Молодые иранские женщины

День молодёжи (Иран) (перс. روز جوان‎) — иранский праздник, отмечающийся ежегодно 11 шаабана по календарю лунной хиджры. В связи с несовпадением данного календаря с григорианским, дату нельзя перевести точно — каждый год событие сдвигается на десять дней.

## История праздника
День молодёжи приурочен ко дню рождения Али Акбара ибн Аль-Хусейна, сына третьего шиитского имама Хусейна ибн Али. Али Акбар был убит в возрасте 25 лет вместе со своим отцом в Кербеле. Он также высоко почитается суннитами. В семействе пророка Мухаммеда Али Акбар считается вторым по значению воином после Аббаса ибн Али.
В мусульманской культуре Али Акбар считается самым самоотверженным молодым воином, принявшим на себя смерть за веру. Эпизод смерти Али Акбара описывается так:

И он вернулся и сражался жестоким сражением, пока Мункиз ибн Мурра Абди, да проклянёт его Аллах, не попал в него стрелой, и он упал на землю, закричав: «О мой отец! Мир тебе от меня! Вот мой дед передаёт тебе приветствие и зовёт тебя к себе, говоря: „Ускорь к нам свой приход!“».

Затем он испустил последний вздох и умер. Хусейн подошёл к его телу, положил свою щёку на его щёку и произнёс: «Да убьёт Аллах людей, которые убили тебя! Велико их преступление перед Аллахом в попрании святости Посланника и его семейства! После твоей смерти этот ближний мир не имеет цены». Передатчик говорит, что потом вышла Зайнаб, да будет мир с ней, и закричала: «О мой дорогой! О сын моего брата!», и подошла к телу убитого Али Акбара и упала на него. Тогда Хусейн взял её и вернул к женщинам. После этого мужчины из семейства Хусейна стали выходить на поле боя один за другим, погибая друг за другом.

## Значение праздника
Молодое поколение крайне важно для каждой страны, так как будущее нации зависит только от него. Таким образом, все реформы, улучшающие условия жизни и образования молодежи — это инвестиция в будущее благосостояние страны.
В современном Иране люди в возрасте до 30 лет составляют около половины населения, а люди в возрасте от 15 до 29 лет составляют почти одну треть населения. Как и в любой другой стране, молодежь сталкивается с определёнными проблемами и вынуждена каждый день бороться с ними.
Каждый год правительство Ирана выбирает специальную направленность Дня молодежи. Все мероприятия и церемонии подчеркивают наиболее важные проблемы и помогают молодому поколению разобраться с ними. Наиболее распространёнными проблемами иранской молодежи являются курение, употребление наркотиков, ВИЧ, безработица и сложности с доступом к высшему образованию. Правительство и множество неправительственных организаций координируют специальные образовательные мероприятия, в которых участвуют не только молодые люди, но и их семьи. Таким образом, состояние молодого поколения укрепляется на многих уровнях, идёт сближение с семьей.